# Winda widmo
Winda Widmo (ang. The Ersatz Elevator) – powieść dla dzieci i szósta z książek z Serii niefortunnych zdarzeń, napisanych przez Daniela Handlera pod pseudonimem Lemony Snicket. W tej części serii sieroty Baudelaire trafiają pod opiekę Esmeraldy Szpetnej i jej męża Jeremiego. Esmeralda ma obsesję na punkcie mody, a Jeremi, mimo iż jest życzliwie nastawiony wobec dzieci, nie umie sprzeciwić się Esmeraldzie. 